# انژی (کمون)
انژی (به فرانسوی: Angy) یک کمون در فرانسه است که در اوآز واقع شده‌است. انژی ۳٫۶ کیلومتر مربع مساحت دارد ۴۲ متر بالاتر از سطح دریا واقع شده‌است.